# Agrétope
En immunologie, l'agrétope est une partie d'une molécule antigénique des êtres vivants. En se fixant aux CMH, elle permet aux lymphocytes T (récepteurs) d'activer la réaction immunitaire. 

## Définition
Le terme agrétope est un semi-acronyme pour Antigen restriction (+ tope). Cet acronyme est peu connu dans le langage scientifique français.
En médecine, l'agrétope est une partie d'une biomolécule antigénique capable de se lier aux molécules de classe 2 du complexe majeur d'histocompatibilité (CMH), et d’être ainsi reconnue par des récepteurs de cellules : lymphocytes T, lors d'une réaction immunitaire.

## Les réactions immunitaires

### Les principes de l'immunologie
En médecine, l'immunologie est une branche qui s’intéresse à l'immunité. Cette dernière désigne la capacité naturelle du corps a lutter contre les antigènes; par le biais d’anticorps et de globules blancs de type lymphocytes (T).

### Les antigènes
Les antigènes constituent des substances, qui sont le plus souvent étrangères à l'organisme, qui peuvent déclencher une réaction immunitaire.